# Fließgraben (Elbe)
Der Fließgraben ist ein Bach in der Dübener Heide.
Er entsteht in der Nähe von Wachsdorf aus dem Zusammenfluss mehrerer Vorfluter.
Das gesamte Bachsystem um den Fließgraben entwässert große Teile der Heide über die Elbe in die Nordsee. 
Wesentlichen Anteil hat das Kemberger Flieth (auch Fliethbach genannt) mit seinen zubringenden Bächen, die aus der südlichen Dübener Heide (Umgebung von Reinharz) kommen. Im Gebiet der Dübener Heide wurden ehemals eine Vielzahl von Wassermühlen (u. a. Gassmühle, Kapphahnsmühle, Grubels Mühle, Pannewitzer Mühle, Gottwaldsmühle, Sackwitzer Mühle (jetzt Hotel), Rote Mühle, Heidemühle) angetrieben. Dazu wurden in einigen Fällen Stauteiche angelegt.
Zwischen Wörlitz und Vockerode mündet er in den sogenannten Riß und dann in die Elbe.
Der Verlauf des Fließgrabens zwischen Seegrehna (Burgstall) und Schönitzer See (Radehochsee) wurde durch Deichbauarbeiten nach 1928 entscheidend verändert. Ursprünglich floss er durch den Rehsener und den Schönitzer See. Das Material zum Deichbau des sogenannten Neuen Walles wurde dem neugeschaffenen Bachbett für den nun parallel dazu verlaufenden Fließgraben entnommen. Zur Wasserhaltung bei Hochwasser der Elbe wurde eine Pumpstation am Burgstall errichtet.
Nach dem Elbhochwasser 2002 wurden die Deiche zur Elbe erhöht und normgerecht aufgebaut. Zwischen Seegrehna und Selbitz wurden im Fließgraben ein Sperrwerk und eine weitere Pumpstation errichtet, um einen Rückfluss des Wassers zu verhindern.

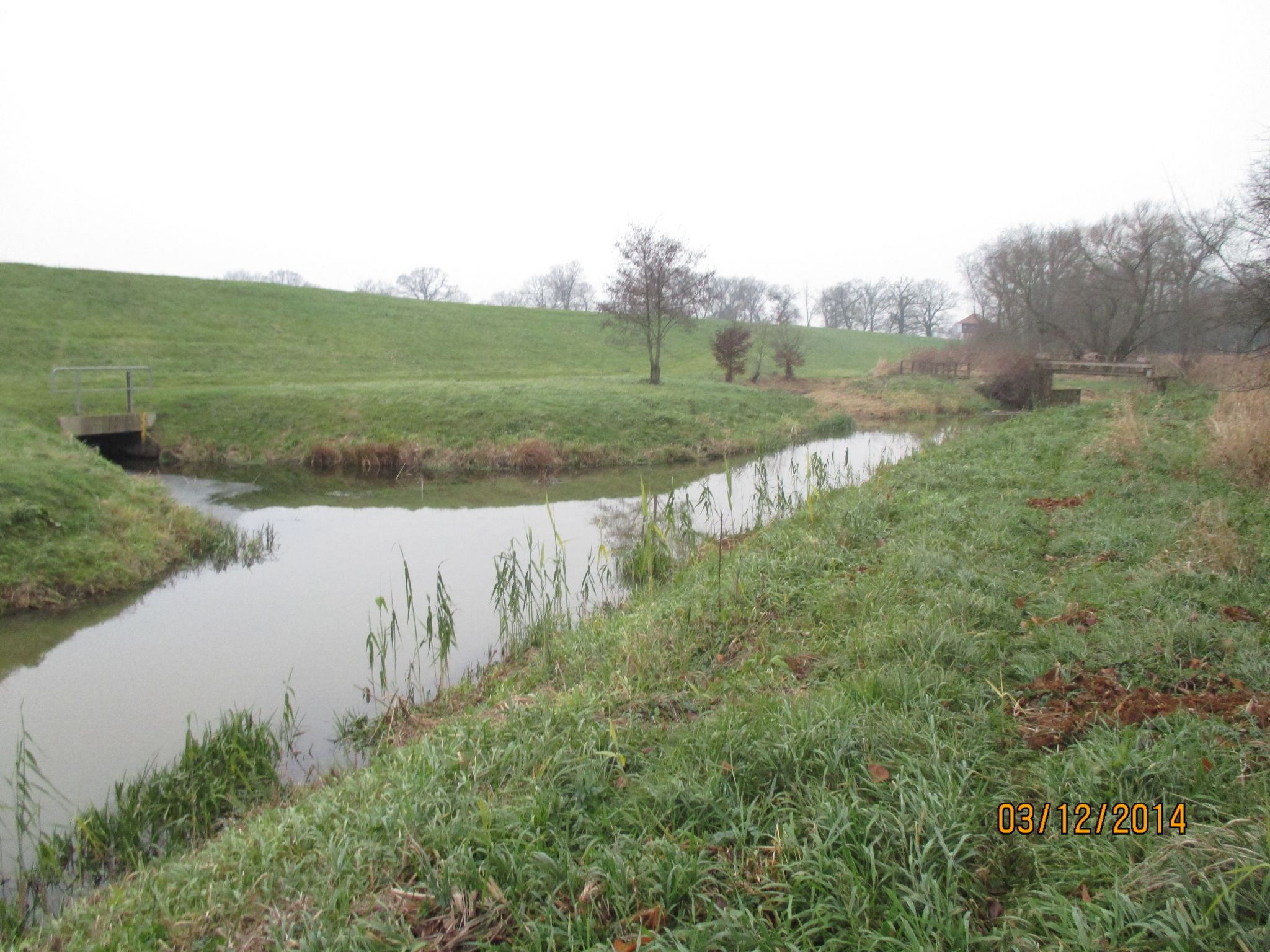
Fließgraben mit Stauwehr vor Einmündung in den Radehochsee, links – Überleiter aus dem Schönitzer See und Fischpass

Zwei Stauwehre in der Elbaue in der Nähe von Wörlitz wurden zurückgebaut.